# Tepeluk
Tepeluk je žensko oglavlje nošeno tokom 19. veka kao deo srpske gradske nošnje. Do sredine 19. veka pod tepelukom se podrazumevala mala okrugla, srebrna, često pozlaćena pločica, filigranske izrade sa tipičnom orijentalnom dekoracijom. Ovaj tip tepeluka nosio se umesto kićanke na vrhu plitkog crvenog fesa, koji je bio uobičajeno žensko oglavlje u tom periodu. Tepeluk je mogao biti napravljen i od duge niske srebrnih ili zlatnih novčića koja se savijala u vidu spirale na zasebnom kružnom komadu tkanine koji se potom prišivao na vrh fesa, dok je u najjeftinijoj varijanti vrh kape ukrašavan terzijskim vezom.
Od početka druge polovine 19. veka naziv tepeluk počinje da se koristi samo za jedan određen tip kape koja nastaje od fesa i ubrzo postaje ekskluzivan i prepoznatljiv deo srpske gradske nošnje. U pitanju je mala crvena kapa od čoje u obliku kalote, izvezena biserima aranžiranim u vidu kupa, pri čemu su kupe raspoređene u koncentričnim krugovima oko veće središnje kupe.
Tepeluk je nošen tako što su oko njega obmotavane pletenice i bareš, savijena marama ili traka od jednobojne ili dezenirane tanke tkanine. Devojke su uz tepeluk nosile jednostavnu somotsku ili svilenu traku oko same kape, dok su udate žene nosile somotsku traku ukrašenu floralnim motivima u tehnici veza biserima, kao i specijalan nakit pravljen za ovaj tip nošnje u Beču i drugim austrijskim gradovima. Nakit, pravljen od dijamanata, srebra ili zlata, sastojao se od prstena koji je nošen na barešu, igala u obliku rascvetalih grana i odgovarajućih minđuša. Neveste su na venčanju uz tepeluk nosile nevestinski veo i venac. Mileva Naumović je na svom venčanom portretu koji je 1852. godine naslikao Uroš Knežević, prikazana u gradskoj nošnji sa tepelukom preko koga nosi veo i nevestinski venac. Udovice su pokrivale bisere na tepeluku crnom tkaninom, a umesto ukrašene trake nosile su crnu.
Kada je u drugoj polovini 19. veka došlo do evropeizacije odevanja u Srbiji, tepeluk i libade najduže su se zadržali u odevnom inventaru žena u Srbiji kao delovi tradicionalne gradske nošnje koji su u svečanim prilikama nošeni uz haljine evropskog kroja.

## Spoljašnje veze
- The British Museum. Head ornament – hat ornament
- Zavičajni muzej Pljevlja. Predmeti iz etnografskog odjeljenja